# 罗城
罗城，城墙外另修的环墙，城外的大城。
《北史·列女传·魏任城国太妃孟氏》：「贼帅姜庆真阴结逆党，袭陷罗城。」
《资治通鉴·唐懿宗咸通九年》：「不移时，克罗城，彦曾退保子城。」
《资治通鉴·唐宪宗元和十四年》「比至，子城已洞开，惟牙城拒守」元胡三省注：「凡大城谓之罗城，小城谓之子城。又有第三重城，以卫节度使居宅，谓之牙城。」